# 1915

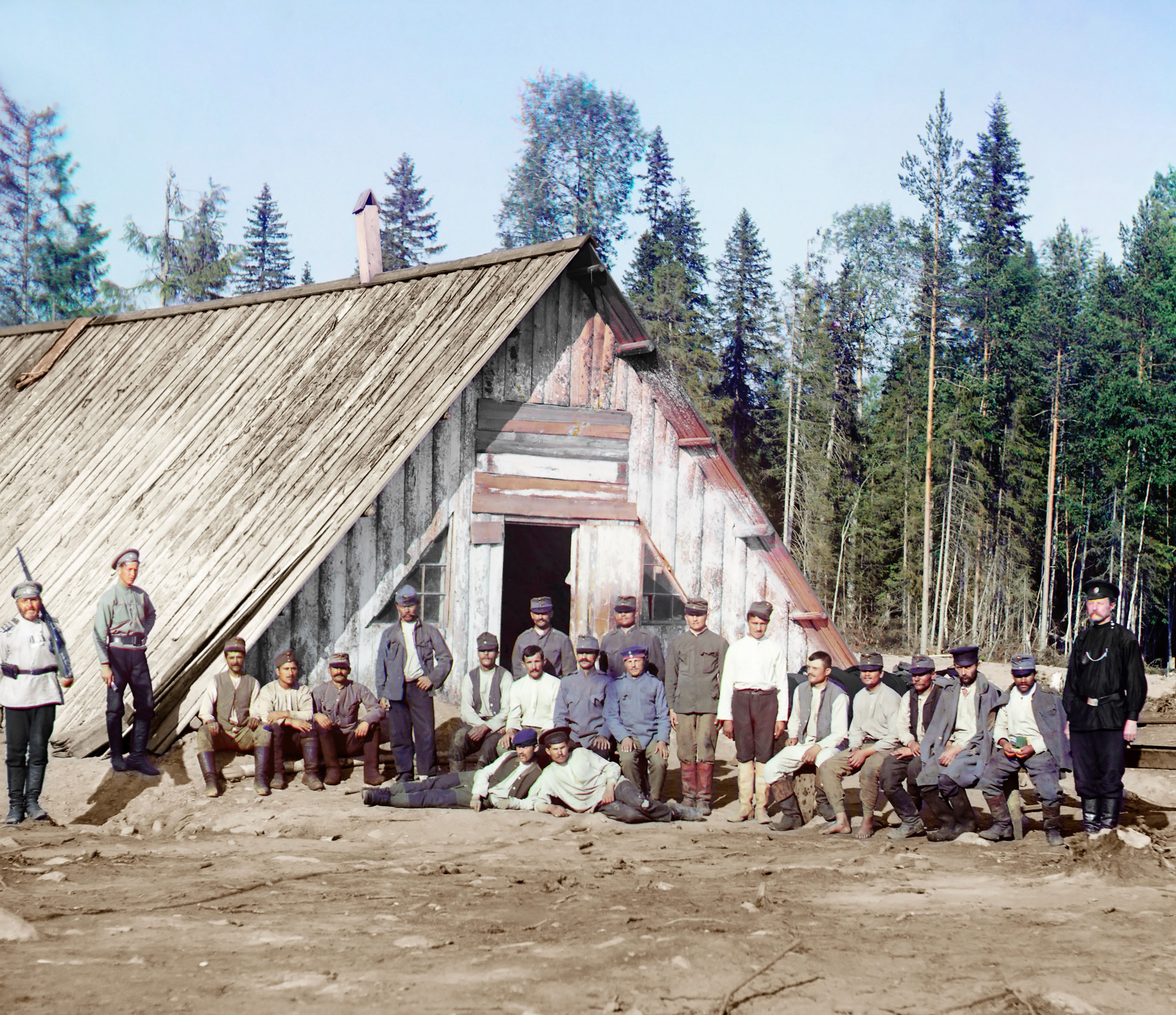
Oostenrijkse krijgsgevangenen in Rusland op een vroege kleurenfoto van Sergej Prokoedin-Gorski

Het jaar 1915 is een jaartal volgens de christelijke jaartelling.

## Gebeurtenissen
januari
- 1 - De Druivelaar, een populaire Belgische dagscheurkalender wordt voor het eerst uitgegeven.
- 2 - Vier Duitse vliegtuigen bombarderen Duinkerke.
- 4 - Slag bij Sarikamish: De Russen verslaan het binnengevallen Turkse leger bij Sarıkamış, en de Turken slaan op de vlucht.
- 6 - Opening van het Museumpark Heilig Landstichting waarin leven en sterven van Jezus Christus in beeld wordt gebracht vanuit de Rooms-Katholieke geloofsleer.
- 6 - De Russische troepen, optrekkend in de Karpaten, bereiken de grens van Hongarije.
- 13 - Einde van de Eerste Slag bij Artois, een weinig succesvolle geallieerde aanval aan het westfront.
- 14 - Zuid-Afrikaanse troepen veroveren Swakopmund, Duits Zuidwest-Afrika.
- 19 - De Duitsers in Duits Oost-Afrika onder Paul von Lettow-Vorbeck verslaan de Britten in de Slag bij Jassin, en heroveren het door de Britten bezette fort Jassin. Hij realiseert zich echter dat hij niet de manschappen heeft om meer van dergelijke veldslagen te voeren, en gaat de rest van de oorlog over tot een succesrijke guerrilla-strategie.
- 19 - De eerste uit een lange serie van Duitse bombardementen op Brits grondgebied met behulp van zeppelins treft Great Yarmouth, Sheringham en King's Lynn.
- 20 - De Russen bezetten Skępe.
- 22 - De Oostenrijkers heroveren de Kirlibaba-pas op de Russen.
- 23 - De Oostenrijkers, met Duitse steun, beginnen een offensief in de Karpaten.
- 24 - De Engelse en Duitse marine raken slaags in de slag bij de Doggersbank.
- 25 - Tussen New York en San Francisco wordt de eerste transcontinentale telefoonlijn in bedrijf genomen.
- 27 - De Britten geven een grote lening aan Roemenië in de hoop het land in de oorlog tegen Oostenrijk te betrekken.
- 28  In het instabiele Portugal pleegt Joaquim Pimenta de Castro een staatsgreep  en ontbindt het parlement.
- 30 - De Russen veroveren Tabriz.
- 30 - Een Duitse onderzeeboot zinkt vier Britse koopvaardijschepen bij de kust van Lancashire. De Admiraliteit adviseert Britse schepen onder neutrale vlag te varen.
- 31 - Slag bij Bolimov tussen de Duitsers en de Russen. De Duitsers maken hier voor het eerst op grote schaal gebruik van gifgas. Het gifgas bleek echter onsuccesvol, en geen van beide partijen behaalt een overwinning.

februari
- 1 - William Fox sticht de Fox Film Corporation, die ook actief wordt in de filmverhuur.
- 3 - Turkse troepen, geleid door de Duitse luitenant-generaal Friedrich Kress von Kressenstein vallen het Suezkanaal aan, maar worden teruggeslagen.
- 6 - De Australische Fanny Durack zwemt de 100 m vrije slag in 1'16,2". Ze is houdster van het wereldrecord vrije slag 100 en 200 meter en over 400, 800 en 1500 yard.
- 7 - De Duitsers vallen aan in Oost-Pruisen, en drijven de Russen terug in de Tweede Slag bij de Mazurische Meren.
- 8 - de film Birth of a Nation, het epos over de Amerikaanse Burgeroorlog (1861-1865), van David Wark Griffith gaat in New York in première.
- 9 - De Britten sluiten het Suezkanaal voor neutrale landen.
- 14 - De Duitsers bezetten Lyck. Oost-Pruisen is nu geheel vrij van Russische troepen.
- 14 - De eerste Canadese soldaten arriveren in Frankrijk en begeven zich naar het front in Vlaanderen.
- 15 - Een muiterij van Brits-Indische soldaten in het garnizoen van Singapore wordt de kop ingedrukt met behulp van Japanse mariniers. Van de muiters, die 39 Britten en Singaporezen hebben vermoord, worden 37 man door de Britten geëxecuteerd.
- 18 - Duitsland beschouwt de territoriale wateren rondom de Britse Eilanden als oorlogszone. Het begin van de onbeperkte duikbotenoorlog. In deze wateren kunnen ook neutrale schepen worden aangevallen, en koopvaardijschepen worden aangevallen zonder de bemanning de gelegenheid te geven eerst te ontkomen.
- 19 - De Britten en Fransen beginnen bombardementen op de forten aan de Dardanellen, in voorbereiding van de slag om Gallipoli.
- 20 - Onder het motto Panama-Pacific wordt in San Francisco de 25e wereldtentoonstelling geopend.
- 21 - Het Turkse leger gijzelt in Urmia 61 belangrijke christelijke Assyriërs van wie ze grote losgelden eisen. De Franse missie brengt genoeg geld op om de Ottomanen te overtuigen 20 van de mensen te laten gaan. Op 22 februari worden de overige 41 geëxecuteerd en worden hun hoofden bij de trappen van de Charbachshpoort afgesneden. Onder hen is de bisschop Mar Denkha.
- 21 - Het Russische 20e legerkorps onder Pavel Boelgakow geeft zich over na 2 weken van verzet, volledig omringd door het Duitse leger. Hun weerstand heeft de rest van het uiteengeslagen en vluchtende Russische leger de kans gegeven zich te hergroeperen, en de volgende dag wordt de Duitse opmars tot staan gebracht.
- 26 - De Duitsers gebruiken nabij Verdun voor de eerste keer vlammenwerpers.
- februari - Dokter Charles S. Myers, kapitein-arts van het Royal Army Medical Corps gebruikt voor het eerst de benaming shellshock in zijn artikel in het medische tijdschrift The Lancet, voor de psychische gesteldheid van soldaten die een granaatexplosie hebben overleefd. En vanaf maart worden in de veldhospitalen speciale afdelingen ingericht voor getraumatiseerden.
- februari - Opening van Vluchtoord Uden, een van de voor de Belgische vluchtelingen gebouwde woonvoorzieningen in Nederland.
- februari - Opening van het Concertgebouw De Vereeniging in Nijmegen.

maart
- 3 - In de Verenigde Staten wordt het National Advisory Committee for Aeronautics opgericht, het eerste nationale instituut voor luchtvaarttechniek.
- 10 - Na een relatieve kalme winter, barst de strijd aan het westfront weer in alle hevigheid los. In de Slag bij Neuve-Chapelle veroveren de Britten het dorp Neuve-Chapelle, maar ondanks een aanvankelijk succes wordt er door vertraging in de opmars maar weinig winst geboekt.
- 11 - De Duitse chemische industrie begint met de grootschalige productie kunstmatig salpeter, dat gebruikt wordt bij de vervaardiging van kogels en granaten, en bij de conservering van levensmiddelen.
- 18 - In de Dardanellen gaat een aantal Britse oorlogsbodems in een mijnenveld verloren.
- 21 - In Utrecht komt het tot ongeregeldheden van gemobiliseerde dienstplichtigen, die zich verzetten tegen hun behandeling door de officieren.
- 23 - Het Oostenrijkse fort Przemyśl geeft zich over aan de Russen na een belegering van 4,5 maand, de langste belegering uit de Eerste Wereldoorlog.
- 28 - De Duitsers hervatten hun offensief in het noordoosten, en nemen (29 maart) Tauroggen in.

april
- 1 - Bulgaarse Turken vallen Servië binnen bij Valandovo, maar worden enkele dagen later door de Serviërs teruggeslagen.
- 5 - (Cuba) - De Amerikaan Jack Johnson, idool van alle zwarten in de Verenigde Staten, raakt zijn titel als wereldkampioen boksen alle klassen kwijt aan Jess Willard, door een twijfelachtige knock-out in de 26e ronde.
- 6 - Een Duits steunleger onder Georg van der Marwitz begint een tegenaanval tegen Russische legers die dreigen vanuit de Karpaten Hongarije binnen te vallen.
- 8 - De eerste deportaties van Armeniërs in het Ottomaanse Rijk.
- 10 - (Zwitserland) - Het Internationaal Olympisch Comité (IOC) krijgt een permanente zetel in Lausanne.
- 17 - (België) - Zware mijnladingen onder de Duitse stellingen op Hill 60 worden tot ontploffing gebracht. De Tweede Slag om Ieper is begonnen.
- 22 - (België) - Duitse troepen gebruiken bij Ieper voor het eerst het dodelijke chloorgas als chemisch wapen.
- 24 - Georgios V, de katholikos van Armenië, verzoekt vergeefs Woodrow Wilson om het einde te bewerkstelligen van de moorden en deportaties van grote aantallen Armeniërs in het Ottomaanse Rijk. Deze dag wordt door de Armeniërs herdacht als het begin van de Armeense Genocide.
- 25 - Met de landing van het Australian and New Zealand Army Corps in Gallipoli beginnen de deelname van Australië en Nieuw-Zeeland aan de Eerste Wereldoorlog, en de landgevechten in de Slag om Gallipoli.
- 26 - Het geheime Pact van Londen wordt gesloten. Italië belooft aan geallieerde zijde aan de Eerste Wereldoorlog deel te nemen, en krijgt in ruil daarvoor diverse territoriale beloftes als de oorlog gewonnen wordt.

mei
- 1 - De Duitsers en Oostenrijkers onder August von Mackensen beginnen een succesvol offensief in Galicië, het Gorlice-Tarnów-offensief. Nog diezelfde dag wordt Gorlice heroverd.
- 3 - Italië zegt het drievoudig bondgenootschap met Duitsland en Oostenrijk-Hongarije op.
- 7 - Het Britse semi-militaire passagiersschip Lusitania wordt tijdens een reis van New York naar Liverpool door de Duitsers tot zinken gebracht in de Ierse Zee tijdens de duikbotenoorlog. Bijna twaalfhonderd van de opvarenden komen om het leven, onder wie 128 Amerikaanse staatsburgers.
- 9 - Begint de Tweede Slag om Artesië.
- 10 - 950 Armeense leiders worden gearresteerd in Diyarbakır.
- 12 - Zuid-Afrikaanse troepen bezetten Windhoek, de hoofdstad van Duits Zuidwest-Afrika.
- 14 - Duits-Oostenrijkse troepen heroveren Jaroslaw.
- 15 - In Keulen worden voor het eerst proeven gedaan met het op grote schaal invriezen van levensmiddelen, om de voedselvoorziening voor de bevolking te kunnen waarborgen.
- 19 - De liberale Britse premier Herbert Henry Asquith vormt een coalitieregering met de Conservatieven. Winston Churchill wordt als First Lord of the Admiralty (minister van Marine) opgevolgd door Arthur Balfour.
- 19 - Russische troepen bereiken de stad Van en ontzetten de belegerde Armeniërs aldaar.
- 20 - De Bataafse Petroleum Maatschappij begint met oliewinning bij Maracaibo in Venezuela. Ook besluit ze tot de bouw van een raffinaderij op Curaçao met zijn diepzeehaven en politiek rustige klimaat.
- 24 - Het Verenigd Koninkrijk en Frankrijk veroordelen de Armeense Genocide.
- 23 - Italië verklaart Oostenrijk-Hongarije de oorlog.
- 25 - Japan en China sluiten een verdrag:
  - Japan krijgt nieuwe verdragshavens in Shandong en Binnen-Mongolië.
  - Japan huurt Port Arthur voor 99 jaar.
  - De voormalige Duitse kolonie Qingdao, nu bezet door Japan, wordt aan het eind van de oorlog aan China teruggegeven
- 27 - De mislukte geallieerde landing bij Gallipoli leidt tot het ontslag van de Britse minister van marine Winston Churchill.
- 28-29 - Vier IJmuidse vissersschepen (IJM 156, IJM 186, IJM 193 en IJM 215) lopen in de Noordzee op mijnen. Alle opvarenden komen hierbij om het leven.
- 31 - Londen wordt voor de eerste keer succesvol gebombardeerd vanuit zeppelins.

juni
- 1 - Een miljoen Franse dienstplichtigen, bestemd voor het front, moeten in plaats daarvan werken in munitiefabrieken.
- 3 - De Duitsers en Oostenrijkers trekken het fort Przemyśl binnen, dat de voorgaande nacht door de Russische verdedigers is verlaten.
- 3 - De Britten bezetten Amarah in Irak.
- 3 - San Marino verklaart Oostenrijk-Hongarije de oorlog.
- 10 - (Osmaanse rijk) - Regeringstroepen vermoorden in de Kemachkloof 25.000 Armeniërs. Bij de vernietigingsveldtocht tegen de Armeniërs vallen in de jaren 1915-1916 ongeveer een miljoen doden.
- 15 - Via door de Fransen onderschepte radioberichten worden 15 Duitse spionnen in Engeland geïdentificeerd en gearresteerd.
- 20 - Tsaar Nicolaas II belooft dat op 1 augustus een nieuwe regering geïnstalleerd zal worden, die de steun van de liberalen heeft.
- 20 - De Russische minister van defensie, Vladimir Soechomlinov, wordt afgezet.
- 22 - De Oostenrijkers heroveren Lemberg.
- 24 - De fabrikant van Pyrex hittebestendige glazen ovenschalen krijgt patent in de Verenigde Staten.
- 30 - (Italië) - De eerste van vier slagen aan de Isonzo tussen Oostenrijks-Hongaarse en Italiaanse troepen begint.

juli

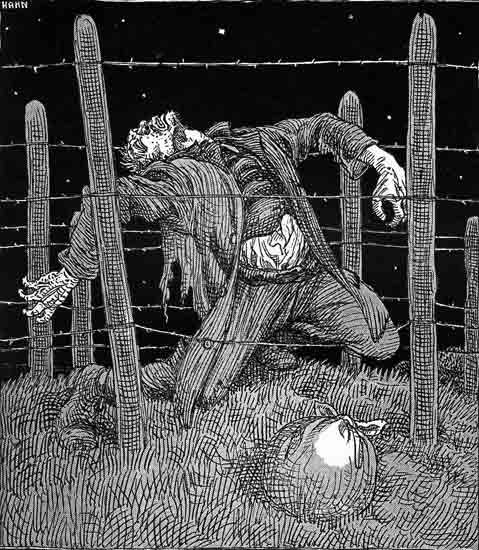
De Nederlander Albert Hahn tekende de gruwel van de Dodendraad; voor het eerst gepubliceerd in tijdschrift De Notenkraker van 24 juli 1915.

- 1 - Op de citadel van Namen wordt een openluchttheater geopend met een opvoering van het toneelstuk Iphigenia auf Aulis van Goethe.
- 4 - De Serviërs bezetten de Albanese hoofdstad Durrës.
- 4 - De Turken vallen Al Houta aan. Een deel van de stad wordt vernietigd, maar de Britten weten de aanvallers terug te slaan. De sultan van Lahej overlijdt enkele dagen later aan verwondingen opgelopen in deze strijd.
- 7 - De Ottomanen beginnen een massamoord onder de Armeniërs in Trabzon.
- 9 - De Duitse koloniale troepen in Duits Zuidwest-Afrika capituleren bij Otawi voor de troepen van de Zuid-Afrikaanse generaal Louis Botha.
- 11 - De Turkse regering doet een bevel uitgaan dat de Armeense dorpen waarvan de bewoners gedeporteerd of vermoord zijn, herbevolkt moeten worden met islamitische immigranten.
- 14 - De Duitsers beginnen een tweede offensief, vanaf de Oostzee zuidwaarts, dat zich moet voegen bij het bestaande offensief in Galicië en zuid Polen.
- 15 - (Duitsland) - De atletiekvereniging van Hamburg neemt het handgranaatwerpen in haar sportprogramma op.
- 16 - (De Amerikaanse atleet Norman Taber vestigt in Cambridge (Massachusetts) een wereldrecord over de mijl, in 4'12,6".
- 17 - De Centrale mogendheden en Bulgarije sluiten een geheim verbond. Bulgarije ontvangt Turks gebied in Thracië.
- 17 - De Serviërs verlaten Durrës op Italiaans verzoek.
- 19 - Bulgarije verklaart opnieuw neutraal te blijven in de Eerste Wereldoorlog.
- 22 - De Turken zenden wapens naar de anti-Italiaanse rebellen in Libië.
- 22 - De Franse politicus en uitvinder Jules-Louis Bréton demonstreert een mechanische draadknipper, om aan het front de grote hoeveelheden prikkeldraad te lijf te gaan. Het is een soort verticale heggenschaar, achter een tractor gehangen. Zijn voorstel wordt aangenomen
- 24 - De Amerikaanse excursieboot Eastland kapseist op de Chicago River. Meer dan 840 van de ruim 2500 opvarenden komen om het leven.
- 25 - De Russen beginnen de evacuatie van Warschau en Riga.
- 25 - Zuid-Afrika annexeert Duits Zuidwest-Afrika (het huidige Namibië).
- 25 - Britse troepen onder G. F. Gorringe bezetten Nasiriya.
- 28 - Amerikaanse mariniers bezetten Haïti om te voorkomen dat Frankrijk of Duitsland dat zal doen.
- 30 - Op de binnenplaats van de Londense Tower worden de Nederlandse zeelui Janssen en Roos wegens spionage voor Duitsland terechtgesteld.
- 30 - De Oostenrijkers bezetten Lublin.
- 30 - In de strijd bij Hooge gebruiken de Duitsers voor het eerst met succes vlammenwerpers.

augustus
- 4 - De Oostenrijkers nemen het Russische fort Ivangorod in.
- 5 - (Duitsland) - Een Kondor-vliegtuig vestigt met 3.280 meter een nieuwe hoogterecord.
- 5 - De Duitsers bezetten Warschau.
- 15 - De Aramese en Armeense bewoners van de Anatolische stad Mardin worden het slachtoffer van massale executies en deportaties, waarbij vrouwen worden verhandeld. De stad, die een inwonertal heeft van ±35.000, onder wie 14.000 Arameeërs en 9.000 Armeniërs, wordt bijna volledig van christenen gezuiverd.
- 16 - De Zwitsers-Belgische firma Neuhaus krijgt patent op de Ballotin of pralinedoos.
- 17 - De Duitsers nemen Kaunas in.
- 20 - Italië verklaart het Ottomaanse Rijk de oorlog.
- 20 - Einde van de belegering van Novogeorgievsk. De Duitsers nemen het fort in, en de 90.000 verdedigers worden gevangengenomen. Het totale aantal Russen in Duitse of Oostenrijkse krijgsgevangenschap stijgt hiermee tot boven 1.5 miljoen.
- 24 - (Polen) - De legers van kolonel-generaal Paul von Hindenburg - de latere president van Duitsland (1925-1934) - hebben Polen veroverd. De Centrale mogendheden verdelen het land in twee bezettingszones: het Duitse generaal-gouvernement Warschau en het Oostenrijkse generaal-gouvernement Kielce.
- 25 - De Oostenrijkers en Duitsers veroveren Brest-Litowsk.

september
- In september 1915 wordt voor het eerst een stalen helm gebruikt, dit door het Franse leger , de Adrianhelm.
- 2 - De Duitsers nemen Grodno in.
- 5 - Tsaar Nicolaas II wordt zelf opperbevelhebber van het Russische leger.
- 6 - In een verdrag met de Centrale mogendheden belooft Bulgarije binnen 30 dagen oorlog te starten tegen Servië.
- 14 - De gemeente Amsterdam stelt de Gemeentelijken Woningdienst in, met Arie Keppler als directeur, die wordt belast met het aanpakken van de woningnood en van de krottenwijken in de binnenstad.
- 18 - De Duitsers veroveren Vilnius.
- 22 - (Duitsland) - In het Berlijnse Rose-theater wordt het toneelstuk Die Kriegsbraut van Hedwig Courths-Mahler voor het eerst opgevoerd.
- 23 - Bulgarije mobiliseert.
- 25 - Aan het Westfront gaan de Fransen en Britten op drie plaatsen in de aanval: De Derde Slag om Artesië, de Tweede Slag in de Champagne en de Slag bij Loos beginnen.
  - Na de Duitsers gebruiken nu ook de Engelsen in de Slag bij Loos gifgas in de strijd aan het westfront.
  - De aanvallen leiden tot grote verliezen bij de aanvallers, maar slechts kleine gebiedswinst.
- 30 - De Duitse opmars aan het Oostfront is volledig tot staan gekomen.

oktober
- 5 - (Griekenland) - Brits-Franse troepen onder Maurice Sarrail schenden de Griekse neutraliteit door een landing bij Saloniki. Dit veroorzaakt verhoogde spanningen tussen de pro-centrale koning Constantijn I en de pro-geallieerde oppositieleider Venizelos, die een tegenregering leidt vanuit Kreta en het gebruik van de haven heeft "toegestaan".
- 6 - Duitse en Oostenrijkse legers onder August von Mackensen vallen Servië binnen begin van de Servische Campagne.
- 9 - De Oostenrijkers bezetten Belgrado.
- 11 - De Bulgaren vallen de Serviërs aan bij Belogradchik.
- 12 - Edith Cavell, een Britse verpleegster die in Brussel werkt, wordt door de Duitse bezetters geëxecuteerd omdat zij Britse, Franse en Belgische krijgsgevangenen heeft helpen ontsnappen.
- 14 - Bulgarije verklaart Servië de oorlog. In reactie hierop verklaren het Verenigd Koninkrijk en Frankrijk de volgende dagen Bulgarije de oorlog.
- 14 - De eerste Brits-Franse troepen in Griekenland bereiken de grens met Servië dat ze moeten ondersteunen.
- 14 - De geallieerde legerleider in Gallipoli, Ian Hamilton, wordt vervangen door Charles Monro. Deze adviseert het front snel te evacueren.
- 17 - Het Verenigd Koninkrijk biedt Cyprus aan aan Griekenland als de Grieken Servië militair steunen. Het aanbod wordt enkele dagen later afgeslagen.
- 18 - Aan het Isonzofront gaan de Italianen voor de derde keer in de aanval.
- 19 - In de Tweede Slag in de Champagne gebruiken de Duitsers voor het eerst fosgeen als gifgas.
- 21 - De Bulgaren bezetten Uskub (Skopje).
- 29 - (Frankrijk) - Aristide Briand volgt René Viviani op als premier.
- De Nederlandse regering dient een wetsontwerp in ter invoering van algemeen kiesrecht voor mannen bij een stelsel van evenredige vertegenwoordiging.
- oktober - Het Duitse leger spant een dodendraad langs de Belgisch-Nederlandse grens, die loopt van bij Aken tot aan de Noordzee.

november
- 4 - De Duitse onderzeeboot UC-8 loopt vast bij Terschelling.
- 5 - Bulgaarse troepen bezetten Niš. Hiermee ontstaat er een railverbinding tussen Berlijn en Constantinopel die geheel op door de centrale mogendheden gecontroleerd grondgebied ligt.
- 6 - De Tweede Slag in de Champagne wordt beëindigd. Omdat de Derde Slag om Artesië eindigde op 4 november, en de Slag bij Loos al eerder, zijn hiermee de geallieerde herfstoffensieven aan het Westfront afgesloten.
- 6 - De Britten verslaan de Duitsers in de Slag bij Banyo in Kameroen. De Britten nemen het fort bij Banyo in, en het Duitse verzet in Noord-Kameroen is gebroken.
- 7 - (Duitsland) - Burgers winnen de  'Kronprinzen-Armeegepäckmarsch' , een mars met volle bepakking over 30 km.
- 10 - Slechts een week na het einde van de Derde Slag aan het Isonzofront vallen de Italianen opnieuw aan en begint de vierde slag.
- 11 - De Britse minister van Oorlog Lord Kitchener bezoekt het front in Gallipoli. Als hij de desperate situatie van de geallieerde troepen daar ziet, wordt hij een voorstander van evacuatie van het front, iets wat hij tot dan toe steeds had tegengehouden.
- 14 - De Senussi komen met Ottomaanse hulp in opstand tegen de Italianen in Libië.
- 17 - De Fransen besluiten aan het Westfront gifgas te gaan gebruiken, zoals de Duitsers en Britten voor hen al deden.
- 21 - In hun opmars naar Bagdad vallen de Britten onder Charles Townshend Ctesiphon aan. De aanval mislukt en vanaf 25 november beginnen de Britten aan hun terugtocht richting Al Kut.
- 28 - Omdat de Servische troepen over de grens naar Albanië zijn gevlucht, verklaart de Duitse legerleiding de veldtocht in de Balkan voor voltooid.

december
- 3 - De Britten onder Charles Townshend bereiken in hun terugtrekking langs de Tigris Al Kut. De Ottomanen beginnen de belegering van Al Kut.
- 5 - In Macedonië komt het voor de eerste keer tot gevechten tussen Bulgaarse en Britse troepen.
- 5 - De hoofdredacteur van De Telegraaf, Schröder, wordt gearresteerd op verdenking van het in gevaar brengen van de Nederlandse neutraliteit. De zaak zorgt voor grote beroering in de Nederlandse samenleving en voor internationale publiciteit.
- 10 - Vader William en zoon Lawrence Bragg krijgen samen de Nobelprijs voor natuurkunde.
- 11 - Als het sterk uitgedunde 48e regiment terug naar het front gestuurd wordt, leidt dit tot de eerste serieuze Italiaanse muiterij in de oorlog.
- 11 - Opening van het Talbot House, een Britse militaire club zonder onderscheid van rang, te Poperinge.
- 12 - Het eerste eendekker-vliegtuig dat geheel van metaal is, de Junkers J1, volbrengt zijn eerste vlucht.
- 12 - Na een grote nederlaag tegen de Bulgaren de voorgaande dag, trekken de Franse en Britse troepen in Macedonië zich terug over de grens naar Griekenland.

zonder datum
- (Nederland) - Minister van Defensie Mr. van de Mey en Hofland laat een zangbundel drukken voor het Nederlandse leger.
- Albert Einstein ontwikkelt zijn algemene relativiteitstheorie.
- De archeoloog Davis verklaart dat de Vallei van de Koningen in Egypte nu uitgeput is en geeft zijn concessie aldaar op. Dit geeft Howard Carter de kans om daar te gaan graven.
- Samen met Paul Scherrer ontwikkelt de Nederlandse (tot Amerikaan genaturaliseerde) scheikundige Peter Debye een procedé voor het onderzoeken van de structuur van kristallijne poeders.
- Servië wordt getroffen door een tyfus-epidemie.

## Muziek
- Emmerich Kálmán schrijft de operette Die Csárdásfürstin
- De Finse componist Jean Sibelius componeert de Symfonie nr. 5, opus 82
- It's a long way to Tipperary van Jack Judge
- 14 juni Frank Bridge componeert Klaaglied voor Catherine

### Première
- 24 maart: Arnold Bax' The maiden with the daffodil beleeft haar première
- 29 april: Arnold Bax' In a vodka shop beleeft haar première
- 15 september: Frank Bridge dirigeert Klaaglied voor Catherine
- 4 november: Frank Bridge Strijkkwartet in g-mineur
- 13 november: (Oostenrijk-Hongarije) - In het Weense Johann Strauß Theater beleeft de operette Die Csárdásfürstin van Emmerich Kálmán een glansrijke première.
- 18 november: Arnold Bax' Apple-blossom-time werd voor het eerst uitgevoerd

## Beeldende kunst

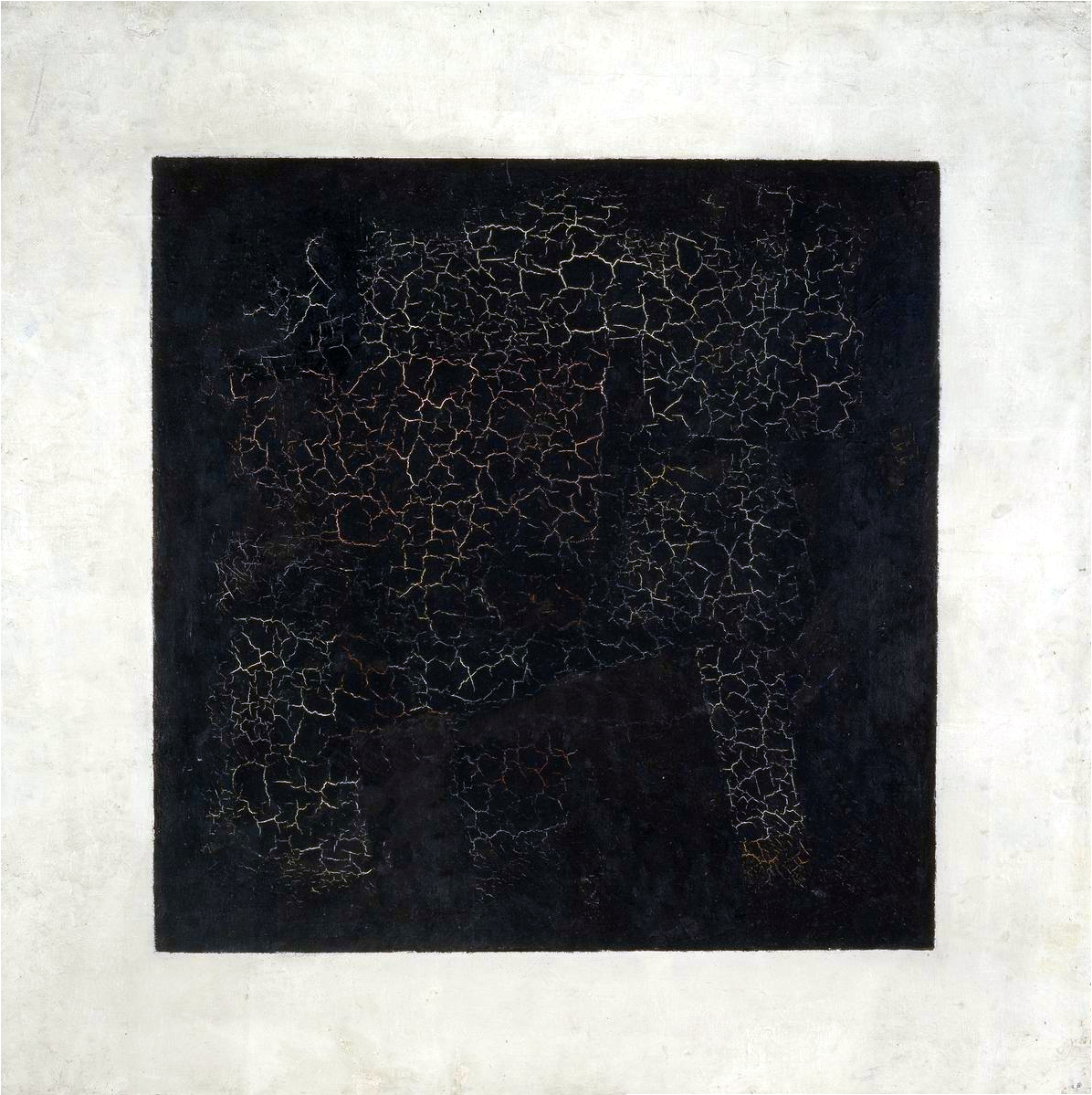
Het Zwart vierkant van Kazimir Malevitsj was in 1915 de blikvanger op de Laatste futuristische schilderijentenoonstelling 0.10 in Petrograd
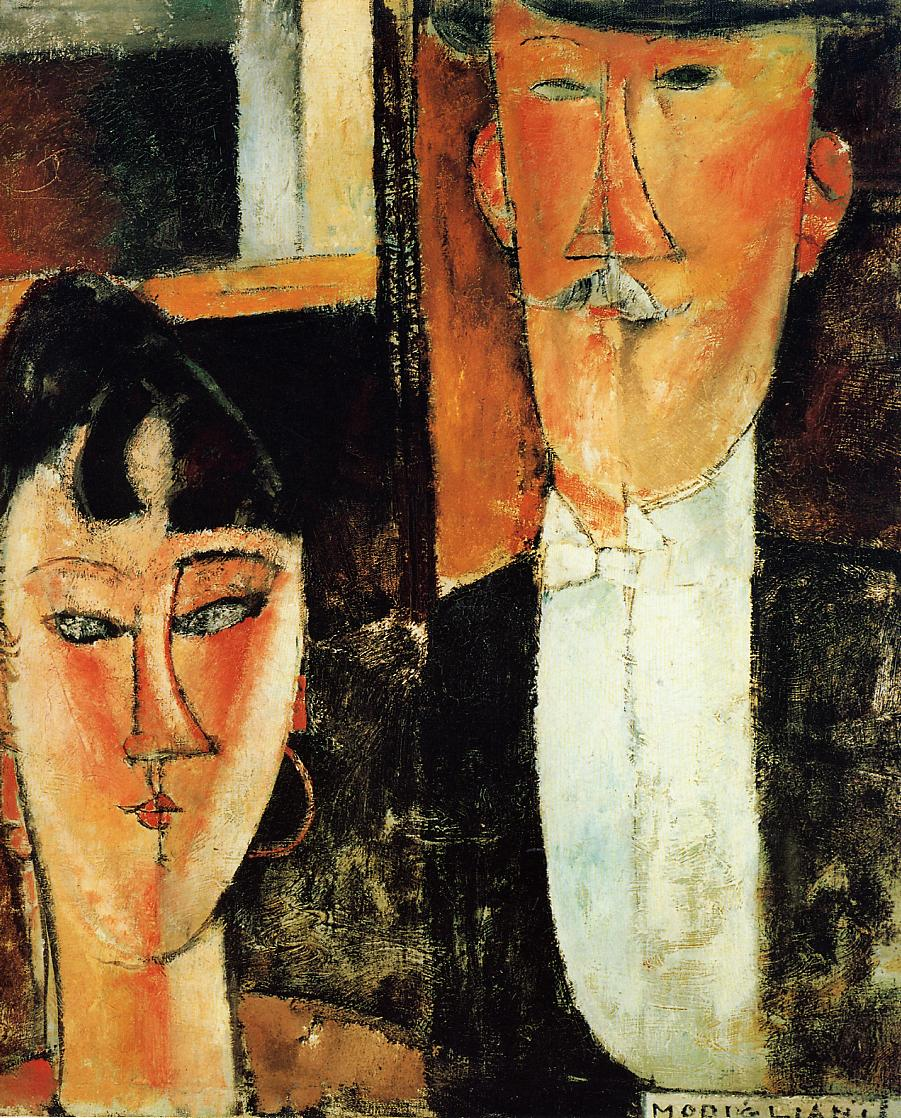
Bruid en Bruidegom (1915) Amedeo Modigliani, Museum of Modern Art, New York
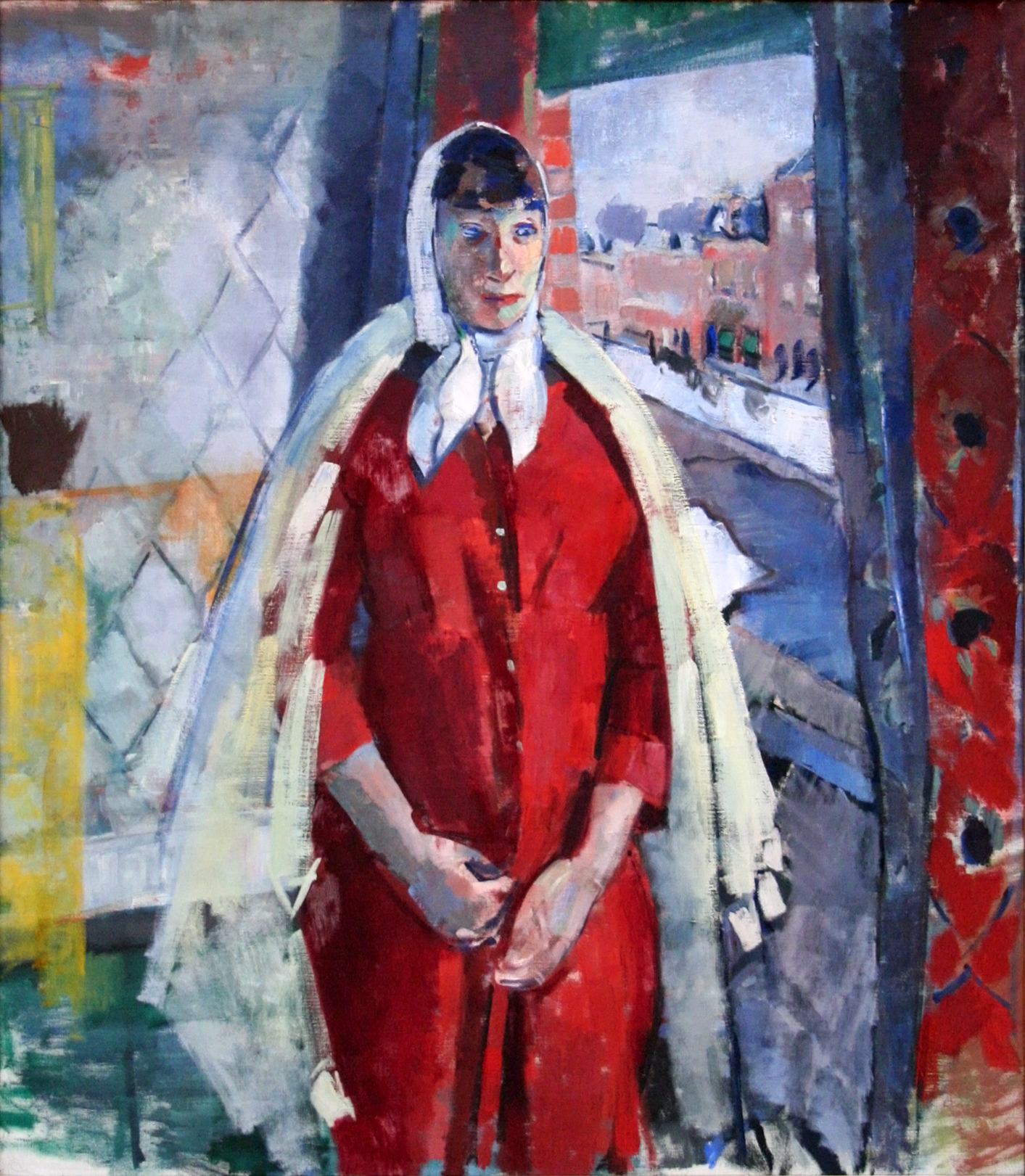
Vrouw aan het venster (1915) Rik Wouters, Koninklijk Museum voor Schone Kunsten Antwerpen

## Bouwkunst
- Er wordt begonnen met de bouw van Jachthuis St. Hubertus op de Veluwe, een van de bekendste gebouwen van architect Hendrik Petrus Berlage.

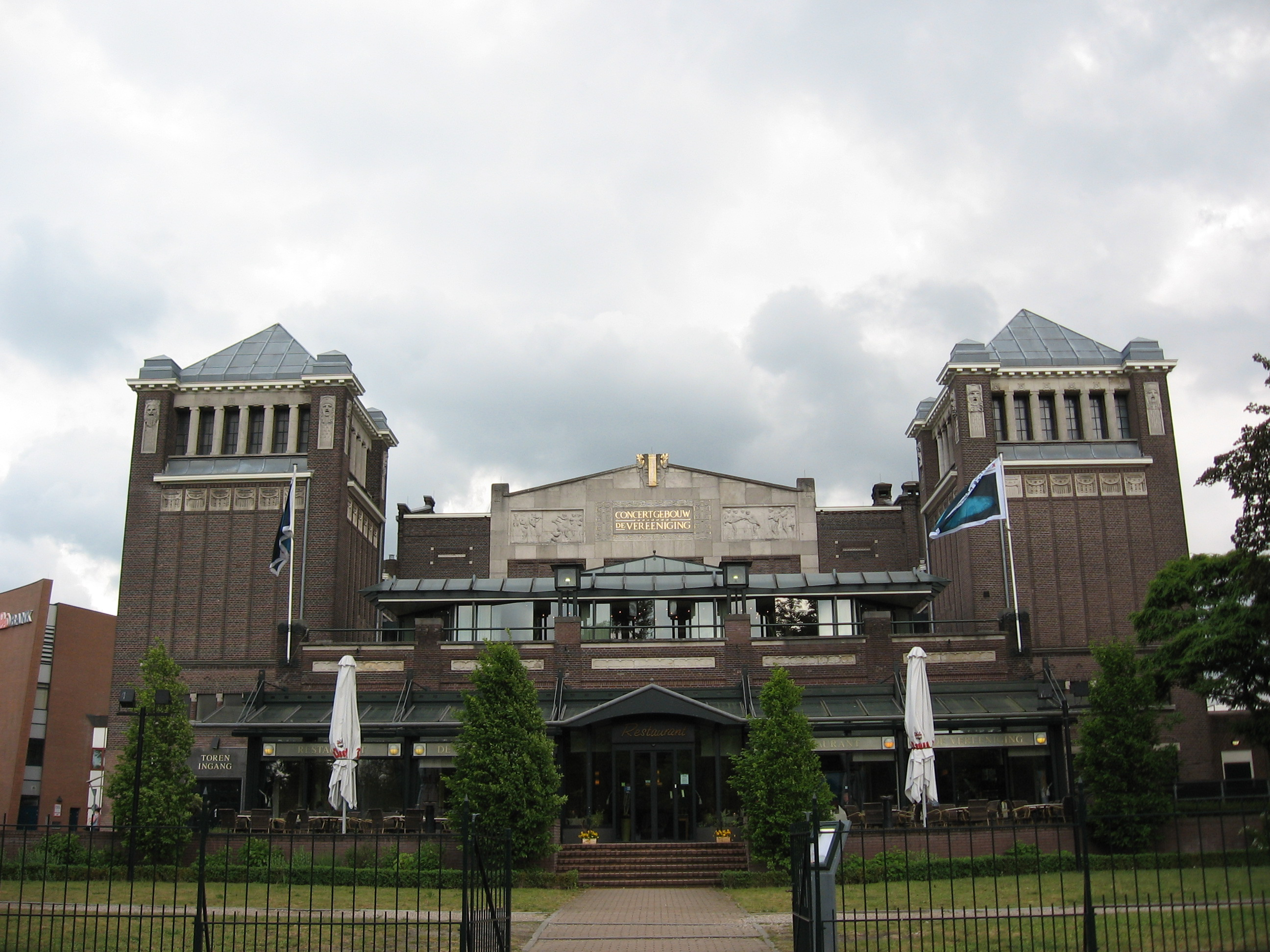
Concertgebouw de Vereeniging, Nijmegen Oscar Leeuw

## Geboren

### januari
- 1 - Rudolf Eckstein, Duits roeier (overleden 1993)
- 2 - Luc Philips, Belgisch acteur (overleden 2002)
- 3 - Genoveva Matute, Filipijns schrijfster (overleden 2009)
- 3 - Joe Sostilio, Amerikaans autocoureur (overleden 2000)
- 4 - Meg Mundy, Engels/Amerikaans actrice (overleden 2016)
- 6 - Ibolya Csák, Hongaars atlete (overleden 2006)
- 6 - Don Edwards, Amerikaans politicus (overleden 2015)
- 8 - Paul Meijer, Nederlands acteur (overleden 1989)
- 9 - Anita Louise, Amerikaans actrice (overleden 1970)
- 9 - Henk Sijthoff, Nederlands uitgever (overleden 2000)
- 10 - Joseph Galibardy, Indiaas hockeyer (overleden 2011)
- 11 - Luise Krüger, Duits atlete (overleden 2001)
- 16 - Leslie H. Martinson, Amerikaans regisseur (overleden 2016)
- 17 - Jan Baas, Nederlands honkballer (overleden 2001)
- 18 - Santiago Carrillo, Spaans politicus (overleden 2012)
- 23 - Herma Bauma, Oostenrijks atlete (overleden 2003)
- 23 - William Arthur Lewis, Saint Luciaans econoom (overleden 1991)
- 24 - Leo Uittenbogaard, Nederlands journalist (overleden 1995)
- 25 - Ewan MacColl, Brits folkzanger, songwriter, socialist, acteur, dichter, toneelschrijver en platenproducent (overleden 1989)
- 28 - Brian Shawe-Taylor, Brits autocoureur (overleden 1999)
- 30 - John Profumo, Engels politicus (overleden 2006)
- 31 - Thomas Merton, Amerikaans trappist, theoloog, dichter, auteur en sociaal activist (overleden 1968)

### februari

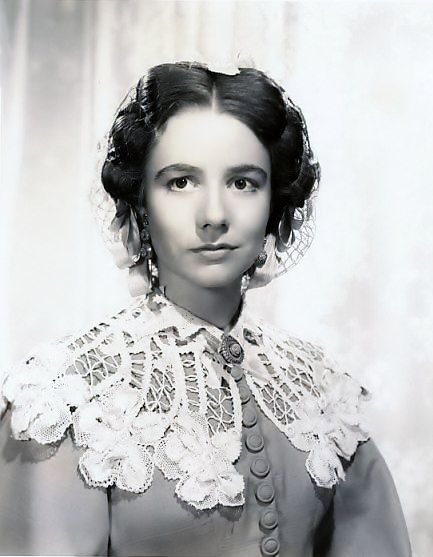
Alicia Rhett
1 februari

- 1 - Stanley Matthews, Engels voetballer (overleden 2000)
- 1 - Alicia Rhett, Amerikaans actrice (overleden 2014)
- 1 - Albert Speekaert, Belgisch priester-dichter (overleden 1982)
- 2 - Abba Eban, Israëlisch minister (overleden 2002)
- 2 - Evert Werkman, Nederlands journalist (Het Parool) en scenarioschrijver (Kapitein Rob) (overleden 1988)
- 3 - Jan Willem Holsbergen, Nederlands schrijver (overleden 1995)
- 3 - Bill Miller, Amerikaans pianist (overleden 2006)
- 3 - Boris Paitsjadze, Georgisch voetballer en voetbalcoach (overleden 1990)
- 4 - Ray Evans, Amerikaans songwriter (overleden 2007)
- 4 - Norman Wisdom, Engels acteur (overleden 2010)
- 5 - Robert Hofstadter, Amerikaans natuurkundige en Nobelprijswinnaar (overleden 1990)
- 7 - Teoctist Arăpașu, Roemeens geestelijke (overleden 2007)
- 7 - Eddie Bracken, Amerikaans acteur (overleden 2002)
- 8 - Martin Sommer, Duits oorlogsmisdadiger ("de Beul van Buchenwald") (overleden 1988)
- 11 - Bram Brinkman, Nederland politicus (overleden 2009)
- 11 - Haakon Stotijn, Nederlands hoboïst (overleden 1964)
- 12 - Lamberto Avellana, Filipijns film- en toneelregisseur (overleden 1991)
- 12 - Lorne Greene, een Canadees radiopresentator, nieuwslezer, zanger en acteur (overleden 1987)
- 16 - Elisabeth Eybers, Zuid-Afrikaans dichteres (overleden 2007)
- 21 - Ann Sheridan, Amerikaans actrice (overleden 1967)
- 22 - Tjeerd Boersma, Nederlands atleet (overleden 1985)
- 28 - Nina Baanders-Kessler, Nederlands beeldhouwer en medailleur (overleden 2002)
- 28 - Peter Medawar, Braziliaans-Brits medicus en Nobelprijswinnaar (overleden 1987)
- 28 - Johan Schilstra, leraar, historicus, politicus (overleden 1998)

### maart
- 1 - Joop Klant, Nederlands econoom en schrijver (overleden 1994)
- 6 - Jan Cottaar, Nederlands sportverslaggever (overleden 1984)
- 6 - Wilhelm Simetsreiter, Duits voetballer (overleden 2001)
- 8 - Tapio Rautavaara, Fins atleet, zanger en acteur (overleden 1979)
- 9 - Sergej Solovjov, Russisch voetballer (overleden 1967)
- 11 - Wil den Hollander, Nederlands schrijfster (overleden 2000)
- 11 - Joseph Carl Robnett Licklider, Amerikaans psycholoog (overleden 1990)
- 13 - Gerrit Kleinveld, Nederlands verzetsstrijder (overleden 2006)
- 14 - Sewraam Rambaran Mishre, Surinaams politicus (overleden 1964)
- 16 - Albert Hagers, Belgisch kunstschilder (overleden 2005)
- 19 - Maria Austria, Nederlands (theater)fotografe (overleden 1975)
- 19 - Patricia Morison, Amerikaans actrice (overleden 2018)
- 20 - Svjatoslav Richter, Russisch pianist en componist (overleden 1997)
- 21 - Arthur Owen, Brits autocoureur (overleden 2000)
- 21 - Eliseo Pajaro, Filipijns componist (overleden 1984)
- 23 - Lodewijk Meeter, Nederlands skûtsjeschipper (overleden 2006)
- 23 - Henny Radijs, Nederlands keramist (overleden 1991)
- 24 - Harry Prenen, Nederlands dichter, illustrator, journalist en leraar (overleden 1992)
- 27 - Tale Evenhuis, Nederlands burgemeester (overleden 2013)
- 30 - Arsenio Erico, Paraguayaans voetballer (overleden 1977)
- 30 - Pietro Ingrao, Italiaans politicus (overleden 2015)
- 31 - Boy Edgar, Nederlands jazzmuzikant, medicus en verzetsstrijder (overleden 1980)

### april

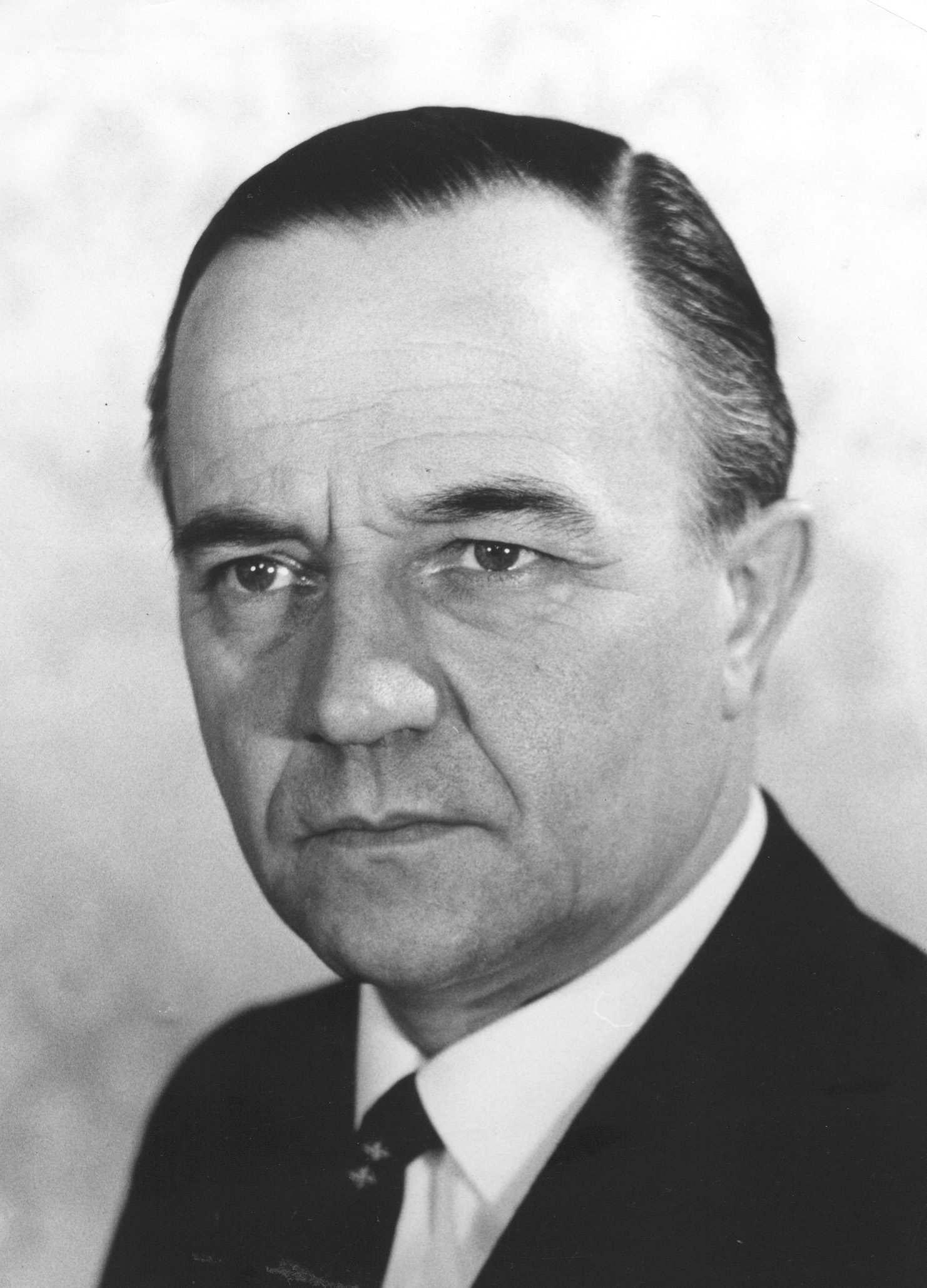
Piet de Jong
3 april

- 3 - Piet de Jong, Nederlands politicus, minister-president 1967-1971 (overleden 2016)
- 3 - Paul Touvier, Frans oorlogsmisdadiger (overleden 1996)
- 7 - Billie Holiday, Amerikaanse zangeres (overleden 17 juli 1959)
- 8 - Rudolf Staverman O.F.M., Nederlands missiebisschop en pastoor (overleden 1990)
- 10 - Harry Morgan, Amerikaans acteur (overleden 2011)
- 10 - Leo Vroman, Nederlands dichter (overleden 2014)
- 11 - Ellen de Thouars, Nederlands actrice (overleden 1997)
- 12 - Jan van den Brink, Nederlands politicus en bankier (overleden 2006)
- 18 - Klaas Boon, Nederlands altviolist en muziekdocent (overleden 2002)
- 18 - Joy Davidman, Amerikaans dichter (overleden 1960)
- 20 - Alvin Weinberg, Amerikaans natuurkundige (overleden 2006)
- 21 - Anthony Quinn, Amerikaans acteur (overleden 2001)
- 24 - Mien van Bree, Nederlands wielrenster (overleden 1983)
- 24 - Odo Croiset, Nederlands illegaal drukker tijdens WO II (overleden 2011)
- 25 - Aksel Quintus Bosz, Surinaams jurist, politicus en hoogleraar (overleden 1993)
- 28 - Cornelis Verhagen, Nederlands natuurkundig ingenieur, hoogleraar en rector magnificus (overleden 2005)
- 29 - Joe Arridy, Amerikaans onschuldige terdoodveroordeelde (overleden 1939)
- 29 - Manus Vrauwdeunt, Nederlands voetballer (overleden 1982)

### mei

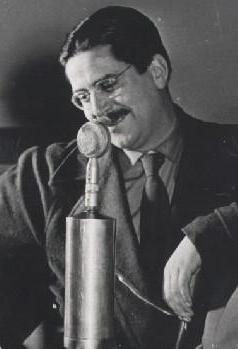
Jan de Cler
18 mei

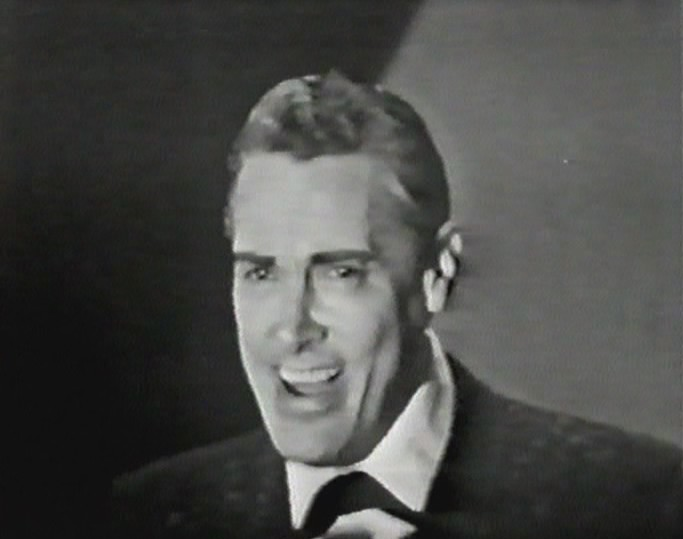
Mario del Monaco
27 mei

- 2 - Van Alexander, Amerikaans arrangeur, componist en bigband-leider (overleden 2015)
- 3 - Florencio Caffaratti, Argentijns voetballer (overleden 2001)
- 3 - Rudi West, Nederlands acteur (overleden 1969)
- 4 - Ran Laurie, Brits roeier (overleden 1998)
- 4 - Pacita Madrigal-Gonzales, Filipijns senator (overleden 2008)
- 5 - Alice Faye, Amerikaans actrice en zangeres (overleden 1998)
- 6 - Hens Dekkers, Nederlands bokser (overleden 1966)
- 6 - George Perle, Amerikaans componist (overleden 2009)
- 6 - Orson Welles, Amerikaans acteur en regisseur (overleden 1985)
- 9 - Egon Möller-Nielsen, Deens-Zweeds architect en beeldhouwer (overleden 1959)
- 10 - Beyers Naudé, Zuid-Afrikaans blanke predikant en strijder tegen het apartheidsregime (overleden 2004)
- 12 - Frère Roger, Zwitsers geestelijke (overleden 2005)
- 12 - Maurice Raichenbach, Pools-Frans dammer (overleden 1998)
- 16 - Mario Monicelli, Italiaans regisseur en scenarioschrijver (overleden 2010)
- 18 - Jan de Cler, Nederlands artiest (overleden 2009)
- 18 - Eino Lahti, Fins voetballer (overleden 2003)
- 18 - Cecelia Wolstenholme, Brits zwemster (overleden 1968)
- 20 - Moshe Dayan, Israëlisch oorlogsheld en staatsman (overleden 1981)
- 22 - Joe Barzda, Amerikaans autocoureur (overleden 1993)
- 22 - Raymond Leblanc, Belgisch uitgever (overleden 2008)
- 27 - Mario del Monaco, Italiaans operazanger (overleden 1982)
- 27 - Herman Wouk, Amerikaans schrijver (overleden 2019)
- 29 - Karl Münchinger, Duits dirigent (overleden 1990)

### juni
- 3 - Willem van den Hout, Nederlands schrijver (overleden 1985)
- 4 - Modibo Keïta, Malinees politicus (overleden 1977)
- 6 - Lodewijk van Hamel, Nederlands marineofficier en verzetsstrijder (overleden 1941)
- 8 - Red Adair, Amerikaans oliebrandbestrijder (overleden 2004)
- 9 - Les Paul, Amerikaans gitarist, gitaarbouwer, uitvinder en songwriter (overleden 2009)
- 10 - Sjoerd Bakker, Nederlands verzetsstrijder (overleden 1943)
- 10 - Saul Bellow, Canadees schrijver en Nobelprijswinnaar (overleden 2005)
- 12 - David Rockefeller, Amerikaans bankier (overleden 2017)
- 16 - Mariano Rumor, Italiaans politicus (overleden 1990)
- 21 - Cesar Basa, Filipijns gevechtspiloot (overleden 1941)
- 22 - Dolf van der Linden, Nederlands dirigent en componist (overleden 1999)
- 22 - Frans Smits, Nederlands militair stylist (overleden 2006)
- 22 - Cornelius Warmerdam, Amerikaans atleet (overleden 2001)
- 23 - Huerta Milano Celvius Bergen, Surinaams politicus
- 23 - Robin Montgomerie-Charrington, Brits autocoureur (overleden 2007)
- 23 - Dutch Schaefer, Amerikaans autocoureur (overleden 1978)
- 29 - Ruth Warrick, Amerikaans actrice (overleden 2005)
- 30 - Jozef Van Steenberge, Belgisch politicus en burgemeester (overleden 2011)

### juli
- 1 - Manuel del Rosario, Filipijns bisschop (overleden 2009)
- 2 - Bert Decorte, Vlaams dichter (overleden 2009)
- 5 - John Woodruff, Amerikaans atleet (overleden 2007)
- 9 - Huub Lauwers, Nederlands geheim agent (overleden 2004)
- 10 - Leon Salzman, Amerikaans psychiater en psycho-analist (overleden 2009)
- 11 - Colin Kelly, Amerikaans militair piloot (overleden 1941)
- 15 - Herbertus Bikker, Nederlands oorlogsmisdadiger (overleden 2008)
- 16 - Barnard Hughes, Amerikaans acteur (overleden 2006)
- 16 - Herbert Morris, Amerikaans roeier (overleden 2009)
- 26 - Pattabhi Jois, Indiaas yogaleraar (overleden 2009)
- 26 - Russo, Russisch-Braziliaans voetballer (overleden 1980)
- 27 - Bert Hermans, Belgisch atleet (overleden 1999)
- 27 - Willem Hofhuizen, Nederlands schilder (overleden 1986)
- 28 - Charles Townes, Amerikaans natuurkundige en Nobelprijswinnaar (overleden 2015)

### augustus
- 2 - William Gear, Schots kunstschilder (overleden 1997)
- 2 - Gary Merrill, Amerikaans acteur (overleden 1990)
- 3 - Eka Thoden van Velzen, Nederlands kunstenares (overleden 1993)
- 5 - Henk Willemse, Nederlands kunstenaar (overleden 1980)
- 7 - Corazon Agrava, Filipijns rechter (overleden 1997)
- 8 - Mathias Clemens, Luxemburgs wielrenner (overleden 2001)
- 8 - Hendrik Sterken Rzn, Nederlands schrijver en dichter (overleden 2010)
- 11 - Walter Diggelmann, Zwitsers wielrenner (overleden 1999)
- 11 - Henk Vrouwenvelder, Nederlands politicus (overleden 2000)
- 12 - Bill Boyd, Amerikaans autocoureur (overleden 1984)
- 13 - Wouter van der Gevel, Nederlands onderwijzer, bestuurder en politicus (overleden 1967)
- 15 - Pierre Cox, Belgisch kunstschilder (overleden 1974)
- 16 - Ferenc Sas, Hongaars voetballer (overleden 1988)
- 26 - Gré Brouwenstijn, Nederlands operazangeres (overleden 1999)
- 27 - Louis Jansen, Nederlands burgemeester en verzetsstrijder (overleden 2010)
- 27 - Norman Ramsey, Amerikaans natuurkundige en Nobelprijswinnaar (overleden 2011)
- 29 - Ingrid Bergman, Zweeds actrice (overleden 1982)
- 29 - Frits Diepen, Nederlands ondernemer/luchtvaartpionier (overleden 1974)
- 29 - Jay R. Smith, Amerikaans acteur (overleden 2002)

### september
- 3 - Knut Nystedt, Noors componist (overleden 2014)
- 3 - Memphis Slim, Amerikaans pianist (overleden 1988)
- 4 - Rudolf Schock, Duits tenor (overleden 1986)
- 5 - Jan Bartlema, Nederlands roeier en Engelandvaarder (overleden 1973)
- 5 - Felix Fuentebella, Filipijns politicus (overleden 2000)
- 5 - Willy Schobben, Nederlands trompettist (overleden 2009)
- 6 - Franz Josef Strauß, Duits politicus (overleden 1988)
- 8 - N.V.M. Gonzalez, Filipijns schrijver (overleden 1999)
- 15 - Meindert Boekel, Nederlands componist, organist en dirigent (overleden 1989)
- 15 - Helmut Schön, Duits voetballer en voetbaltrainer (overleden 1996)
- 17 - Sjabbe Bouman, Nederlands atleet (overleden 2008)
- 19 - Dorothy Bridges, Amerikaans actrice (overleden 2009)
- 20 - Antonius Johannes Wegner, Nederlands SOE-agent, omgekomen in Mauthausen (overleden 1944)
- 22 - Bernardino Piñera Carvallo, Chileens R.K. aartsbisschop (overleden 2020)
- 23 - Finn Arnestad, Noors componist (overleden 1994)
- 23 - Pearl Perlmuter, Amerikaans-Nederlands beeldhouwster (overleden 2008)
- 23 - Clifford Shull, Amerikaans natuurkundige en Nobelprijswinnaar (overleden 2001)
- 30 - Ben Nijboer, Nederlands theoretisch fysicus (overleden 1999)

### oktober
- 3 - Hans de Beaufort, Nederlands motorcoureur en verzetsstrijder (overleden 1942)
- 4 - Koos Schuur, Nederlands dichter (overleden 1995)
- 9 - Albert De Coninck, Belgisch verzetsstrijder (overleden 2006)
- 11 - T. Llew Jones, Welsh schrijver (overleden 2009)
- 15 - Yitzhak Shamir, Israëlisch politicus en premier (overleden 2012)
- 17 - Frits Böttcher, Nederlands hoogleraar (overleden 2008)
- 17 - Arthur Miller, Amerikaans toneelschrijver (overleden 2005)
- 19 - Louise Thomassen à Thuessink van der Hoop van Slochteren, Nederlands edelvrouw (overleden 2008)
- 24 - Oreste Piccioni, Italiaans natuurkundige (overleden 2002)
- 29 - Milt Fankhouser, Amerikaans autocoureur (overleden 1970)

### november
- 3 - André Dequae, Belgisch politicus (overleden 2006)
- 8 - Gustav Fischer, Zwitsers ruiter (overleden 1990)
- 8 - Lamberto Gardelli, Italiaans dirigent (overleden 1998)
- 9 - Hanka Bielicka, Pools zangeres en actrice (overleden 2007)
- 9 - Johan Mittertreiner, Nederlands balletdanser (overleden 2009)
- 12 - Roland Barthes, Frans literatuurtheoreticus en filosoof (overleden 1980)
- 13 - Robert Sobels, Nederlands acteur (overleden 1991)
- 17 - Albert Malbois, Frans R.K. bisschop (overleden 2017)
- 19 - Earl Wilbur Sutherland jr., Amerikaans biochemicus en Nobelprijswinnaar (overleden 1974)
- 20 - Kon Ichikawa, Japans filmregisseur (overleden 2008)
- 25 - Raul de Barros, Braziliaans componist, dirigent, instrumentalist en trombonist (overleden 2009)
- 25 - Augusto Pinochet, Chileens generaal en dictator (overleden 2006)
- 26 - Yukio Hayashida, Japans politicus (overleden 2007)
- 26 - Inge King, Australisch beeldhouwster (overleden 2016)
- 26 - Thijs Mauve, Nederlands kunstenaar (overleden 1996)
- 27 - Hendrik van Blerk, Zuid-Afrikaans journalist en schrijver (overleden 2010)
- 27 - Caro van Eyck, Nederlands actrice (overleden 1979)
- 29 - Helmut Niedermayr, Duits autocoureur (overleden 1985)
- 29 - Eugene Polley, Amerikaans technicus en uitvinder (overleden 2012)
- 30 - Brownie McGhee, Amerikaans blueszanger (overleden 1966)
- 30 - Emmanuel Pelaez, Filipijns politicus en vicepresident van de Filipijnen (overleden 2003)

### december

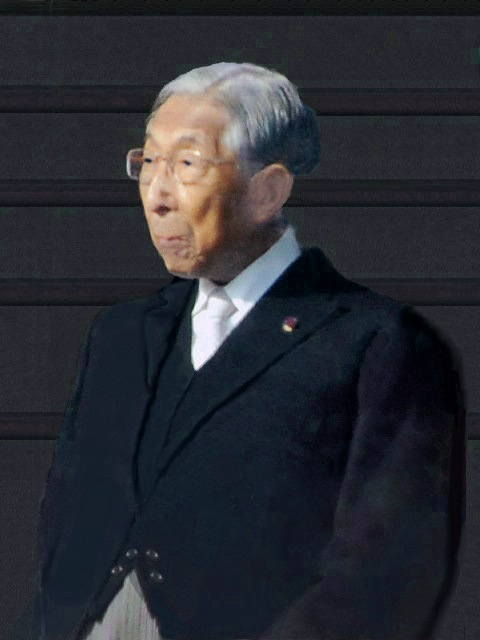
Prins Takahito
2 december

- 1 - Cor Hund, Nederlands beeldhouwer, tekenaar en schilder (overleden 2007)
- 2 - Prins Takahito, lid Japanse keizerlijke familie (overleden 2016)
- 4 - Toos van der Klaauw, Nederlands schermster en atlete (overleden 2011)
- 7 - Romain Deconinck, Belgisch acteur en komiek (overleden 1994)
- 7 - Jan Linzel, Nederlands Engelandvaarder en gevechtsvlieger (overleden 2019)
- 7 - Eli Wallach, Amerikaans acteur (overleden 2014)
- 9 - Elisabeth Schwarzkopf, Duits-Brits sopraan en operazangeres (overleden 2006)
- 12 - Frank Sinatra, Amerikaans zanger en acteur (overleden 1998)
- 14 - Magnolia Antonino, Filipijns politicus (overleden 2010)
- 15 - Servílio de Jesus, Braziliaans voetballer (overleden 1984)
- 15 - Carel Kneulman, Nederlands beeldhouwer (overleden 2008)
- 17 - Thomas Ambrose Tschoepe, Amerikaans bisschop (overleden 2009)
- 18 - Norm Houser, Amerikaans autocoureur (overleden 1996)
- 19 - Edith Piaf, Frans zangeres (overleden 1963)
- 21 - Werner von Trapp, Oostenrijks-Amerikaans zanger en muzikant (overleden 2007)
- 22 - Barbara Billingsley, Amerikaans actrice (overleden 2010)
- 25 - Pete Rugolo, Amerikaans jazzcomponist, -arrangeur en -producent (overleden 2011)
- 27 - Earl Pomeroy, Amerikaans historicus (overleden 2005)

### datum onbekend
- Antigona Papazicopol, Roemeens marionettenspeler

## Overleden
januari

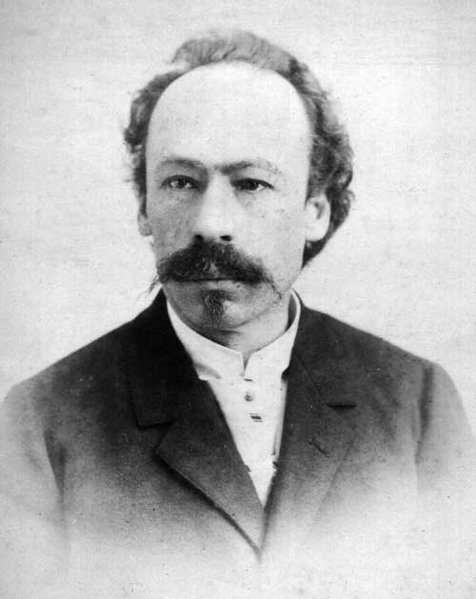
Karol Olszewski
24 maart

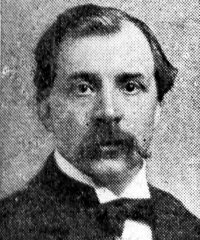
Frank Bramley
10 augustus

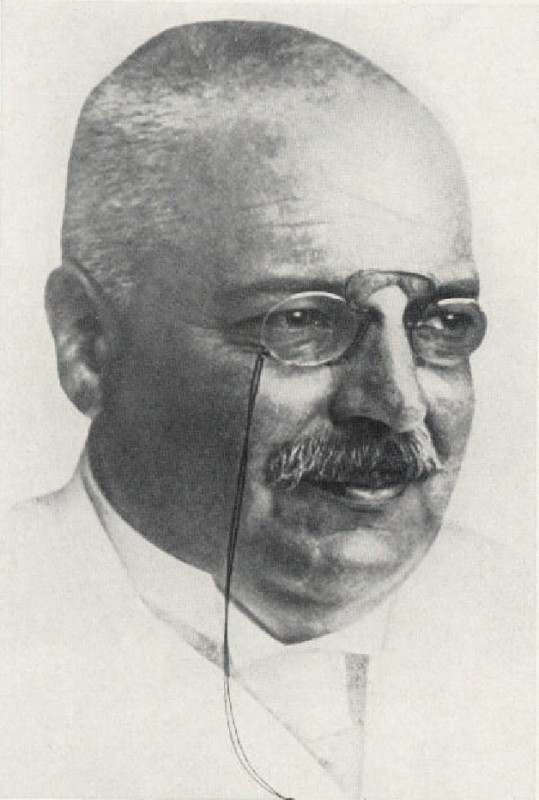
Alois Alzheimer
19 december

- 2 - Karl Goldmark (84), Oostenrijks componist en violist
- 13 - Mary Slessor (66), Brits zendelinge in het huidige Nigeria
- 30 - Klaas de Vrieze (78), Nederlands onderwijzer, voorvechter van het gebruik van kunstmest

februari
- 4 - Mary Elizabeth Braddon (77), Engels schrijfster
- 18 - Harry Ward Leonard (54), Amerikaans elektrotechnicus en uitvinder
- 27 - Willem Hovy (74), Nederlands politicus

maart
- 11 - Sergej Tanejev (58), Russisch componist
- 24 - Karol Olszewski (69), Pools schei-, wis- en natuurkundige

april
- 11 - Maria Swanenburg (75), Leids gifmengster
- 23 - Rupert Brooke (27), Engels dichter
- 29 - Jeronimo de Vries (76), Nederlands dominee-dichter

mei
- 2 - Clara Immerwahr (44), Duits scheikundige

juni
- 10 - Jenő Hégner-Tóth (21), Hongaars waterpolospeler

juli
- 2 - Porfirio Díaz (84), Mexicaans dictator
- 10 - Hendrik Willem Mesdag (84), Nederlands schilder en museum-oprichter
- 25 - Virginie Amélie Avegno Gautreau (56), Frans-Amerikaans socialite

augustus
- 3 - Maarten Maartens (56), Nederlands Engelstalig schrijver
- 9 of 10 - Frank Bramley (58), Brits kunstschilder
- 16 - Maria Gall, oprichtster Gall en Gall
- 20 - Paul Ehrlich (61), Duits chemicus en medicus
- 24 - João Zeferino da Costa (74), Braziliaans kunstschilder en tekenaar
- 27 - Benito Legarda (61), Filipijns politicus en zakenman
- 31 - Adolphe Pégoud (26), Frans luchtvaartpionier

september
- 7 - Louis Paul Zocher (95), Nederlands (tuin)architect
- 15 - Benedetto Lorenzelli (62), Italiaans nuntius in België en curiekardinaal
- 23 - Abraham Jacobus Wendel (88), Nederlands lithograaf en tekenaar

oktober
- 24 - Désiré Charnay (87), Frans archeoloog
- 30 - Theodorus Cox (73), Nederlands kunstsmid

november
- 2 - Isaac Rice (65), Amerikaans ondernemer en schaker

december
- 19 - Alois Alzheimer (51), Duits neuropatholoog en psychiater
- 22 - Arthur Hughes (83), Engels kunstschilder en illustrator

## Weerextremen in België
- 7 mei: 98 mm neerslag in 1h30 in Forges (Chimay).
- 8 juni: Maximumtemperatuur tot 30,9 °C in Oostende en 36,9 °C in Hoogstraten. Bliksem treft school in Durnal (Yvoir) waarbij kind wordt gedood.
- 10 juni: Tornado in Chastre, nabij Gembloers.
- 25 december: Tot op deze dag 380 mm neerslag in Chiny, met in het Maasbekken overstromingen.

Bron: KMI Gegevens Ukkel 1901-2003  met aanvullingen 